# ایو اند تئو
آیلو بولز (به انگلیسی: Ayleo Bowles) و متئو بولز (به انگلیسی: Mateo Bowles) که بیشتر با نام ایو اند تئو (به انگلیسی: Ayo & Teo) شناخته می‌شوند گروهٔ دونفرهٔ آمریکایی رپ و رقص از ان آربر، میشیگان می‌باشند که در سال ۲۰۱۱ کار خود را شروع کردند.